# Phare d'Horta
Le phare d'Horta est un phare situé sur le brise-lames du port de la municipalité de Horta, sur l'île de Faial (Archipel des Açores - Portugal).
Il est géré par l'autorité maritime nationale du Portugal à Oeiras (Grand Lisbonne).

## Histoire
La date de construction de ce phare de port est inconnue. Le premier feu datait de 1882.
C'est une lanterne rouge montée sur une tourelle métallique peinte en blanc, de 15 m de haut. Ce feu rouge, émettant un éclat toutes les trois secondes, est érigé à la fin du brise-lames du port d'Horta, le port principal de l'île de Faial, à l'extrémité sud-est de celle-ci.
Identifiant : ARLHS : AZO026 - Amirauté : D2694 - NGA : 23320.

### Lien connexe
- Liste des phares des Açores